# AppStream
AppStream ist ein offener Standard für Linux-Distributionen, um die Verteilung und Installation von Anwenderprogrammen zu vereinheitlichen. Zu den Mitbegründern zählten OpenSUSE, Debian, Ubuntu, Mandriva/Mageia und Fedora/Red Hat Enterprise Linux. Der Standard wurde auch in Flatpak übernommen und ist dort zentral von Bedeutung. Er basiert auf dem KDE-Projekt "Bretzn", das eine Anbindung an die Open Collaboration Services vorsah, um Benutzerbewertungen und Kommentare zu speichern. Zusätzlich werden Kategorien, Bildschirmfotos, Änderungsprotokolle, Suche und Aktualisierungen unterstützt.